# Cidade Gaúcha
Cidade Gaúcha is een gemeente in de Braziliaanse deelstaat Paraná. De gemeente telt 11.079 inwoners (schatting 2009).

## Aangrenzende gemeenten
De gemeente grenst aan Amaporã, Guaporema, Nova Olímpia, Planaltina do Paraná, Rondon, Tapejara en Tapira.